# كيرستي بآكانن
كيرستي بآكـّانن (Kirsti Paakkanen؛ سآريارفي، 12 فبراير 1929) سيدة أعمال فنلندية. أنقذت شركة ماريمكو من الصعوبات المالية التي اجتاحتها بالوقت المناسب ، و قادتها بآكـّانن للتطور إلى إحدى أنجح شركات النسيج الملابس الفنلندية.